# 見つめあう恋 (アルバム)
『見つめあう恋』（みつめあうこい、原題：A Kind of Hush）は、カーペンターズが1976年に発表したアルバム。スタジオ・アルバムとしては7作目。

## 解説
カレン・カーペンターの神経性無食欲症や、リチャード・カーペンターの睡眠薬依存といった問題が表面化してきた時期に作られた作品。ドラム・パートは、元デレク・アンド・ザ・ドミノスのジム・ゴードンと、カーペンターズのツアー・メンバーのカビー・オブライエンが担当し、カレンは本作では1曲もドラムを叩いていない。リチャードは後に、当時の自分がベストの状態でなかったと述懐し、「グーファス」と「悲しき慕情」のカヴァーは気に入っていないとコメントしている。ただし、カレンは「グーファス」のレコーディングを楽しんでいたという。「グーファス」には、無名時代のカーペンター兄妹が組んでいたリチャード・カーペンター・トリオのメンバーで、その後デトロイト交響楽団に入ったウェス・ジェイコブスが参加。
本作からのシングルは、Billboard Hot 100のトップ10に入ることはできず、ハーマンズ・ハーミッツのカヴァー「見つめあう恋」が12位、「青春の輝き」が25位、「グーファス」が56位であった。ただし、「見つめあう恋」と「青春の輝き」は、イージー・リスニング・チャート（後のアダルト・コンテンポラリー・チャート）では1位を獲得している。アルバムの方も、『遙かなる影』（1970年）以降のオリジナル・アルバムとしては初めて全米トップ20入りを逃してしまうが、イギリスや日本ではベスト10にランク・インを果たした。
日本では、本作からのサード・シングルとして、「グーファス」の代わりにニール・セダカのカヴァー「悲しき慕情」がリリースされ、オリコンで71位に達した。また、1995年には、「青春の輝き」が日本のテレビドラマ『未成年』の主題歌に起用され、オリコン5位というリバイバル・ヒットを果たした。

## 収録曲
Side 1
1. 見つめあう恋 - "There's a Kind of Hush" (Les Reed, Geoff Stephens) - 3:03
2. ユー - "You" (Randy Edelman)
3. サンディー - "Sandy" (Richard Carpenter, John Bettis)
4. グーファス - "Goofus" (Wayne King, William Harold, Gus Kahn)
5. 微笑の泉 - "Can't Smile Without You" (Chris Arnold, David Martin, Geoff Morrow)

Side 2
1. 青春の輝き - "I Need to Be in Love" (R. Carpenter, J. Bettis, Albert Hammond)
2. ワン・モア・タイム - "One More Time" (Lewis Anderson)
3. 夢の小舟 - "Boat to Sail" (Jackie DeShannon)
4. 愛のキャンドル・ライト - "I Have You" (R. Carpenter, J. Bettis)
5. 悲しき慕情 - "Breaking Up Is Hard to Do" (Neil Sedaka, Howard Greenfield)

## 参加ミュージシャン
- カレン・カーペンター - ボーカル、ヴィブラフォン
- リチャード・カーペンター - ボーカル、キーボード、ヴィブラフォン
- トニー・ペルーソ - ギター
- ジョー・オズボーン - ベース
- ジム・ゴードン - ドラムス (on 1. 2. 5. 6. 7. 8. 9. 10.)
- カビー・オブライエン - ドラムス (on 3. 4.)
- トム・スコット - フルート、クラリネット (on 3.)
- ボブ・メッセンジャー - テナー・サックス、フルート
- デヴィッド・ショスタク - フルート (on 6.)
- ジム・ホーン - バリトン・サックス (on 10.)
- ダグ・ストローン - ホイッスル
- ウェス・ジェイコブス - チューバ (on 4.)
- アール・ダムラー - オーボエ、イングリッシュホルン
- ゲイル・レヴァント - ハープ